# 廖偉志
廖偉志（1949年10月5日—2015年5月20日），世居臺灣基隆、知名企業家，為微風集團創辦人。曾任三僑集團與微風集團總裁。

## 生平
廖偉志以經營五金木材生意起家，1973年成立三僑國際。廖偉志至中國大陸設廠，出口塑膠衣架及五金用品至歐美，同時將所得資金投資於台灣金融與房地產事業。1995年，與黑松集團合作創辦三僑實業，開始申請開發許可，準備開設百貨公司。2001年，廖偉志創辦微風廣場；至2015年辭世前，包括微風台北車站，在臺北地區已有七店。
2015年5月20日，廖偉志因肺腺癌在台北榮民總醫院病逝。2015年5月26日，微風廣場發布新聞稿，證實廖偉志「已因健康因素安詳辭世」。同年6月15日，家屬為廖偉志於臺北市第二殯儀館景仰廳舉辦告別式，現場政商名流雲集，正副總統馬英九、吳敦義聯袂出席，富邦金董事長蔡明忠、國泰金董事長蔡宏圖、正崴董事長郭台強、金仁寶集團董事長許勝雄、中國國民黨中央委員連勝文與蔡依珊夫婦、立委高金素梅、藝人陶喆、蕭亞軒等數人前往致意；儀式後發引火化，骨灰安厝於新北市三芝區龍巖真龍殿生命紀念館。

## 家庭
1970年，廖偉志與林美瑛結婚，兩人育有一子一女。長子廖鎮漢於1999年娶孫道存次女孫芸芸為妻，2015年父親身故後繼承微風集團的經營暨管理權。長女廖曉喬為知名社交名媛，歷任微風廣場藝術總監、行銷長、微風集團策略長，2019年嫁投顧員董子淳。

## 軼事
廖偉志有跆拳道黑帶二段資格，是第一位獲邀赴日本福岡市參與博多祇園山笠的非日本籍人士。